# Cal Gall (Olot)
Cal Gall és una masia situada al municipi d'Olot, a la comarca catalana de la Garrotxa. Es troba en una clariana a la falda dels Volcans de Cabrioler.